# ティライヤムパラム・シヴァネサン

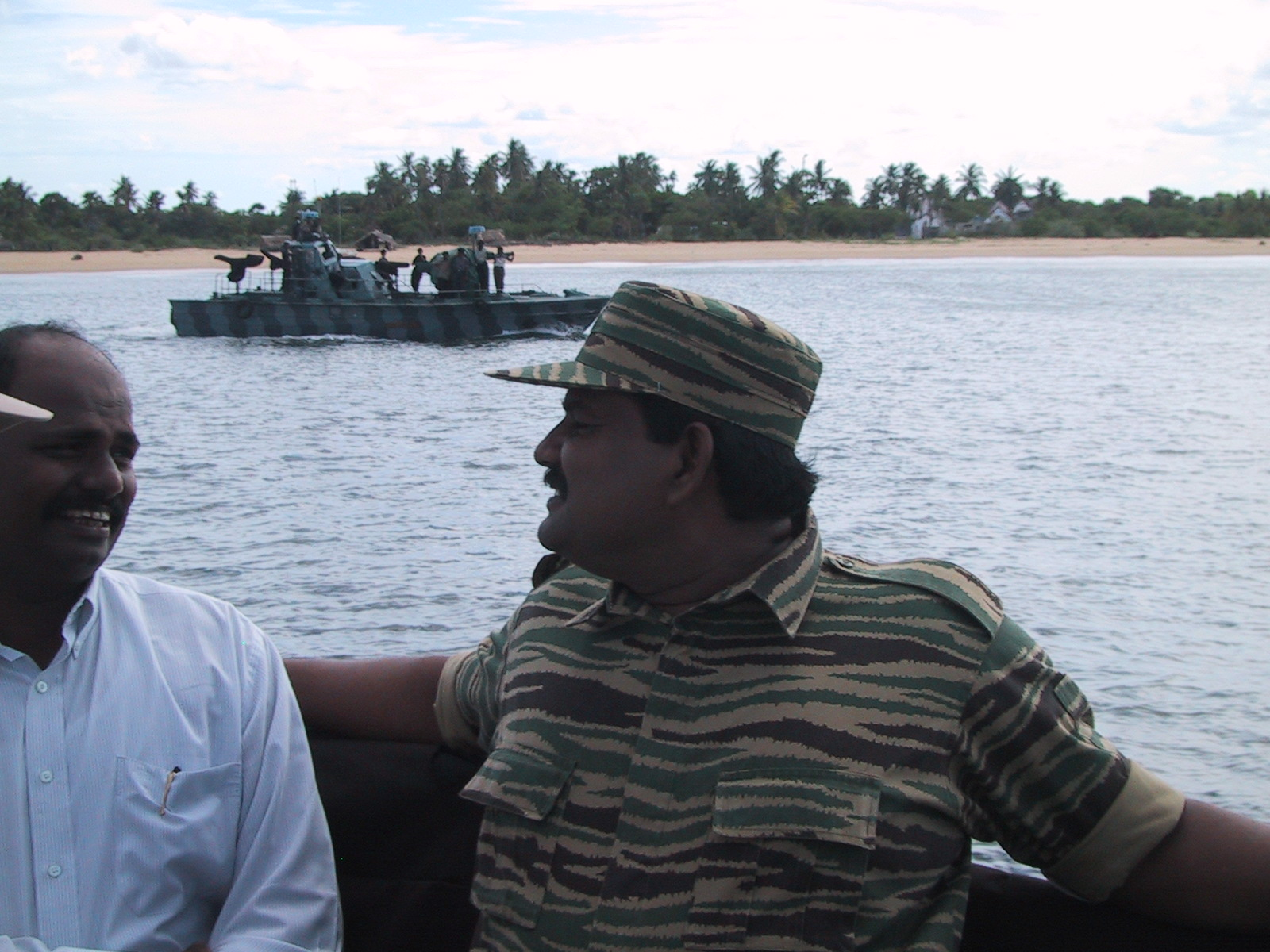
ティライヤムパラム・シヴァネサン

ティライヤムパラム・シヴァネサン(Thillaiyampalam Sivanesan、タミル語: தில்லையம்பலம் சிவனேசன்、1963年10月16日 – 2009年5月18日)は、スリランカのタミル人によるテロ組織タミル・イーラム解放のトラの海上部隊、シー・タイガーの司令官。ソーサイ大佐の名前で知られている。
2009年5月18日、スリランカ政府により2時間の銃撃戦の末に彼の乗っている装甲車にロケットランチャーが命中し、彼が死亡したことが確認された。